# چرخه کربن در آب‌کره

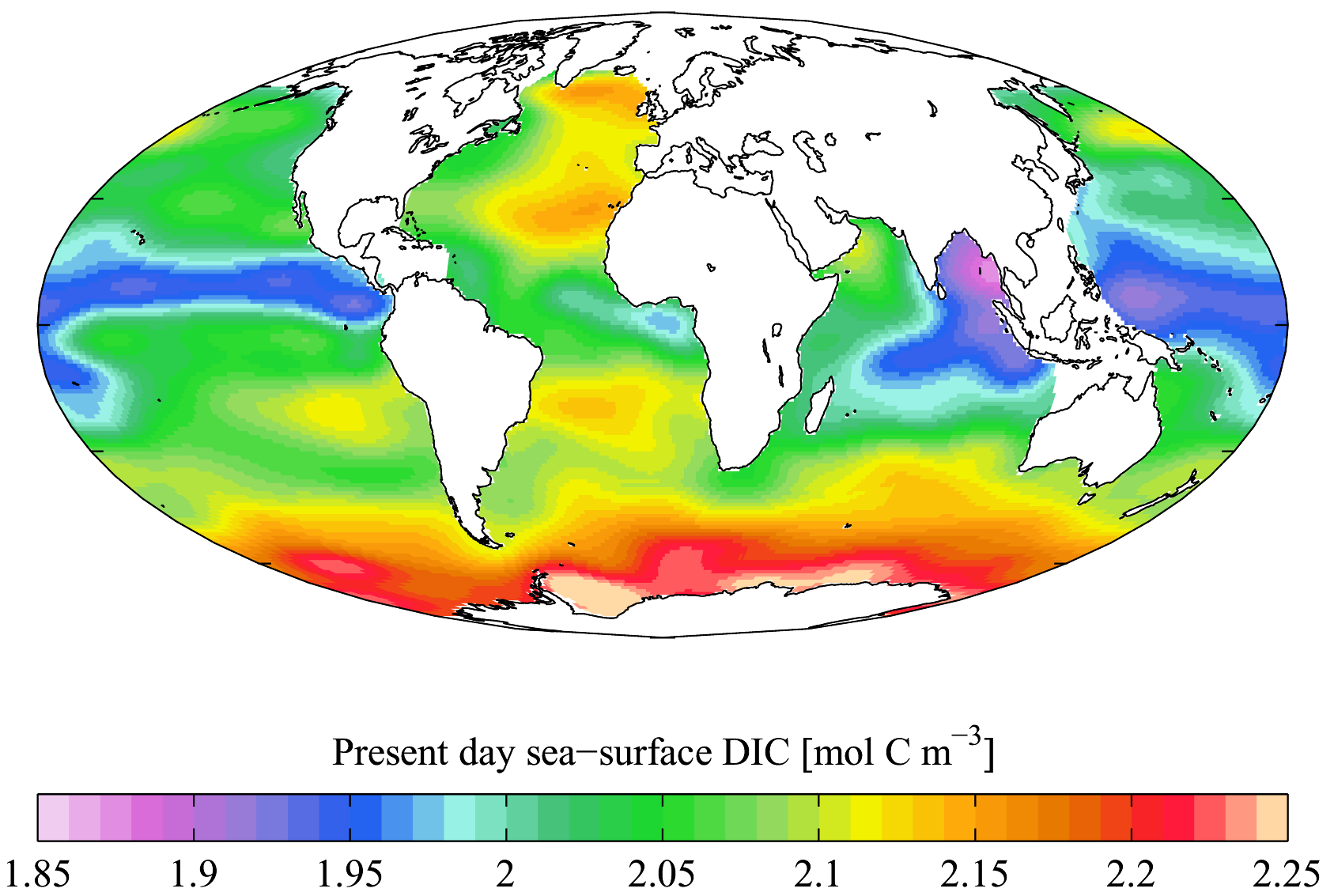
غلظت کربن معدنی (غیر آلی) در سطح دریا در ۱۹۹۰ میلادی

چرخهٔ کربن در آب‌کره به فعالیت‌های چرخه‌ای کربن در تمام آب‌ها، کلاهک‌های یخی و یخچال‌های طبیعی تعلق می‌گیرند. آب‌کره شامل ۳۶٬۰۰۰ تا ۳۸٬۰۰۰ گیگاتن کربن در شکل دی‌اکسید کربن حل‌شده، بی‌کربنات و ین کربنات می‌باشد؛ البته این مقدار فقط ۰٫۰۴۵ درصد از کربن موجود در جهان است.
شار یا جذب دی‌اکسید کربن در اقیانوس‌های جهان با حضور ویروس‌های گستردهٔ موجود در داخل آب تحت تاثیر قرار گرفته‌است، که بسیاری از گونه‌های باکتری‌ها را آلوده می‌کند. این مرگ و میر باکتریایی باعث دنباله‌ای از رویدادها می‌شود که منجر به تنفس بسیار زیادی از دی‌اکسید کربن شده و نقش اقیانوس‌ها را به عنوان یک سینک کربن بالا می‌برد.

## فعالیت در اقیانوس‌ها
دی‌اکسید کربن به دام افتاده در یخ‌ها در پروسهٔ سریع تبادل با اتمسفر شرکت ندارد. اقیانوس‌ها حاوی فعال‌ترین کربن در جهان هستند و حدود ۳۶٬۰۰۰ گیگاتن کربن را بیشتر به شکل ین بی‌کربنات در خود جای‌داده‌اند. لایه‌های سطحی اقیانوس‌ها دارای مقادیر زیادی از کربن آلی محلول است که به سرعت با جو رد و بدل می‌شوند. غلظت لایه‌های کربن حل‌شده معدنی (دی‌آی‌سی) در عمق حدود ۱۵ درصد بیشتر از لایهٔ سطحی است. دی‌آی‌سی در لایه‌های عمیق در دوره‌های زمانی طولانی‌تری ذخیره می‌شود. کربن از طریق گردش دماشوری در بین این دو لایه رد و بدل می‌شود.
راه‌های ورود کربن به اقیانوس‌ها عمدتاً انحلال دی‌اکسید کربن موجود در جو و تبدیل‌شدن به کربنات یا از طریق رودخانه‌ها به شکل کربن آلی محلول می‌باشد. کربن توسط موجودات زنده از طریق فتوسنتز به کربن آلی تبدیل می‌شود و می‌تواند در سراسر زنجیرهٔ مواد غذایی رد و بدل یا در اعماق اقیانوس رسوب‌شده و به لایه‌های غنی کربن به عنوان کربنات کلسیم رسوب بپیوندد. در این لایه برای دوره‌های بلند مدت باقی می‌ماند و در نهایت یا به عنوان رسوبات باقی‌می‌ماند یا به آب‌های سطحی از طریق گردش دماشوری بازمی‌گردد. 
جذب اقیانوسی کربن دی‌اکسید یکی از مهم‌ترین انواع سلب کربن برای محدود کردن افزایش دی اکسید کربن توسط انسان در جو است. با این حال، این فرایند توسط تعدادی از عوامل خاص محدود شده‌است. از آنجا که نرخ انحلال کربن دی‌اکسید در اقیانوس به فرسایش سنگ‌ها در اثر هوا وابسته است و این فرآیند آهسته‌تر از نرخ کنونی انتشار گازهای گلخانه‌ای توسط انسان طول می‌کشد، جذب کربن دی‌اکسید در اقیانوس در آینده کاهش می‌یابد. جذب کربن دی‌اکسید همچنین باعث اسیدی‌تر شدن آب می‌شود که بیوسیستم‌های اقیانوس را تحت تاثیر قرار می‌دهد. نرخ پیش‌بینی شدهٔ افزایش اسیدیتهٔ اقیانوسی ممکن است ته‌نشینی بیولوژیکی کلسیم کربنات را آهسته‌تر کند، که نتیجهٔ آن کاهش ظرفیت اقیانوس برای جذب دی‌اکسید کربن است.

## همسنگ‌های انگلیسی
1. ↑  Dissolved Inorganic Carbon